# Копыленко, Александр Любимович
Александр Любимович Копыленко (укр. Олександр Любимович Копиленко; род. 26 июня 1961, Киев) — украинский правовед, юрист, академик Национальной академии наук Украины (2018), академик Национальной академии правовых наук Украины, доктор юридических наук (1993), профессор (1999), заслуженный юрист Украины.
Народный депутат Украины 9-го созыва. Член Комитета Верховной Рады по вопросам прав человека, деоккупации и реинтеграции временно оккупированных территорий в Донецкой, Луганской областях и Автономной Республики Крым, города Севастополя, национальных меньшинств и межнациональных отношений.
Председатель Национальной комиссии по радиационной защите населения Украины.

## Биография
В 1983 году окончил факультет международных отношений и международного права Киевского университета имени Т. Шевченко. Юрист-международник. В 1987 г. защитил кандидатскую диссертацию, в 1993 — докторскую.
В 1983—1990 — стажер-исследователь, младший научный сотрудник Института государства и права им. Корецкого АН Украины. Затем работал в Секретариате Верховной Рады Украины.
С июля 1990 — старший консультант, главный консультант, заведующий сектором государственно-правового и уголовного законодательства, заместитель заведующего юридическим отделом, в 1997—1998 — заместитель руководителя юридическим управлением, в 1998—2002 — советник Председателя Верховной Рады Украины.
С августа 2002 — директор Института законодательства Верховной Рады Украины.
Избирался вице-президентом Национальной академии правовых наук Украины, членом президиума Высшей аттестационной комиссии Украины.
В 2013—2014 гг. — член Центральной избирательной комиссии Украины.
В 2014—2019 гг. — снова директор Института законодательства Верховной Рады Украины.
Автор более 400 научных работ. Его труды широко известны не только в Украине, но и за границей. Авторские исследования отмечены Государственной премией Украины в области науки и техники, премиями им. М. Грушевского, им. Н. Василенко и им. Н. Костомарова НАН Украины.
Член Комиссии по вопросам правовой реформы, а также Комиссии государственных наград и геральдики при Президенте Украины.
Сопредседатель группы по межпарламентским связям с Республикой Болгария.
Вице-президент Всеукраинской федерации фри-файта.

## Награды
- Орден «За заслуги» II степени (2016)[3].
- Орден «За заслуги» III степени (2010)[4].
- Заслуженный юрист Украины.